# François Farny
Pour les articles homonymes, voir Farny.
François Georges Farny est un homme politique français né le 4 juillet 1848 à Hunawihr (Haut-Rhin) et décédé le 14 octobre 1919 à Paris.

## Biographie
Alsacien, il s'installe comme médecin en Seine-et-Marne en 1871, au moment de l'annexion de l'Alsace-Moselle. Maire de Rebais en 1880, conseiller d'arrondissement de 1885 à 1895, conseiller général de 1895 à 1913. Après un premier échec en 1900, il est élu sénateur en 1909 et siège au groupe de la Gauche démocratique et radicale. Il meurt en cours de mandat, sans avoir eu une grande activité parlementaire.

## Sources
- « François Farny », dans le Dictionnaire des parlementaires français (1889-1940), sous la direction de Jean Jolly, PUF, 1960 [détail de l’édition]